# Meiacanthus vittatus
Meiacanthus vittatus är en fiskart som beskrevs av Smith-vaniz, 1976. Meiacanthus vittatus ingår i släktet Meiacanthus och familjen Blenniidae. Inga underarter finns listade i Catalogue of Life.